# Тессін (Німеччина)
Тессін (нім. Tessin) — місто в Німеччині, розташоване в землі Мекленбург-Передня Померанія. Входить до складу району Росток. Центр об'єднання громад Тессін.

## Географія
Площа — 24,52 км2. Населення становить 3997 ос. (станом на 31 грудня 2020).

## Адміністративний поділ
Місто Тессін — центр об'єднання громад Тессін (нім. Amt Tessin). До об'єднання громад входять: 
1. Ґневіц (нім. Gnewitz)
2. Зарневанц (нім. Zarnewanz)
3. Зельпін (нім. Selpin)
4. Граммов (нім. Grammow)
5. Каммін (нім. Cammin)
6. Нустров (нім. Nustrow)
7. Штуббендорф (нім. Stubbendorf)
8. Телков (нім. Thelkow)

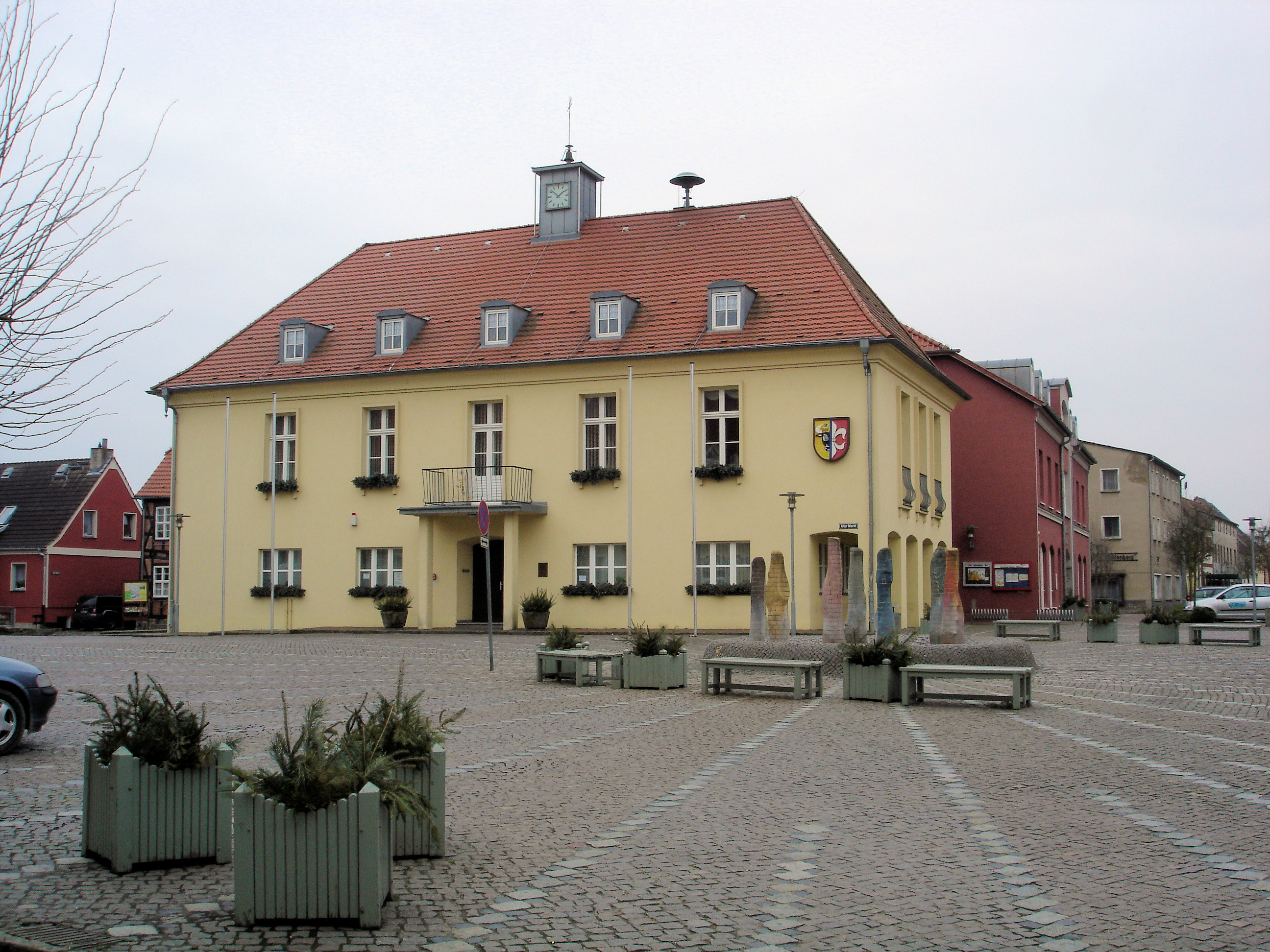
Ратуша в Тессені

9. Тессін з Гельмсторфом, новим Грамсторфом, маленьким Тессіном і Вільц  (нім. Helmstorf, Neu Gramstorf, Klein Tessin, Vilz)

## Галерея

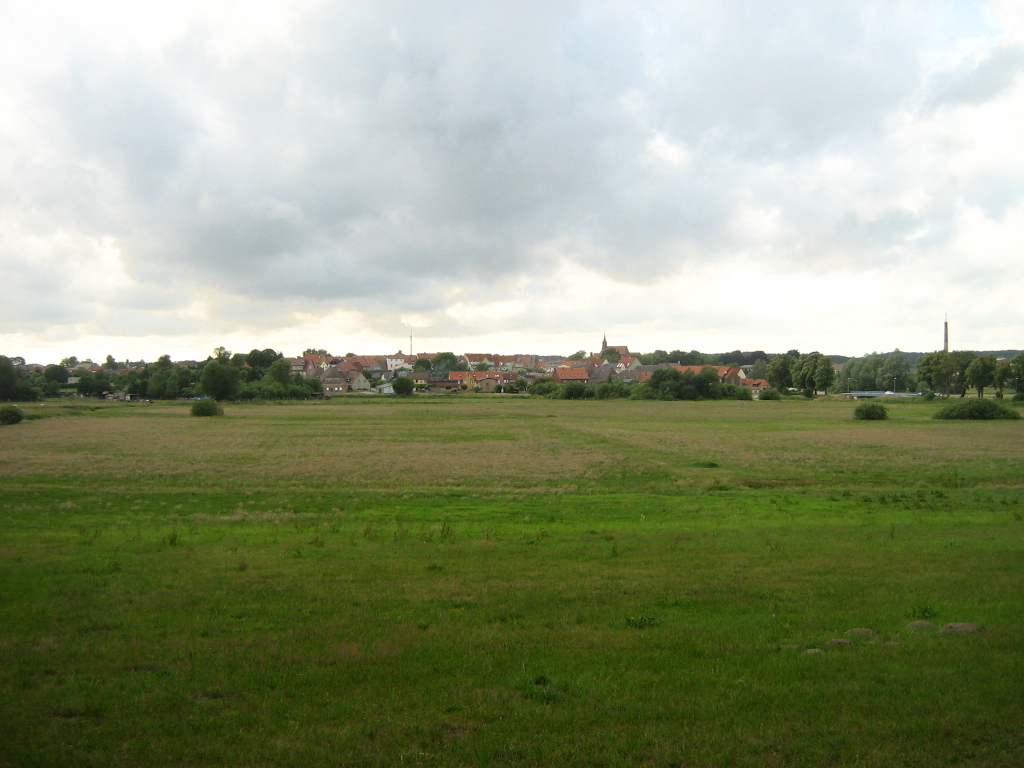
Вид на долину Рекніц
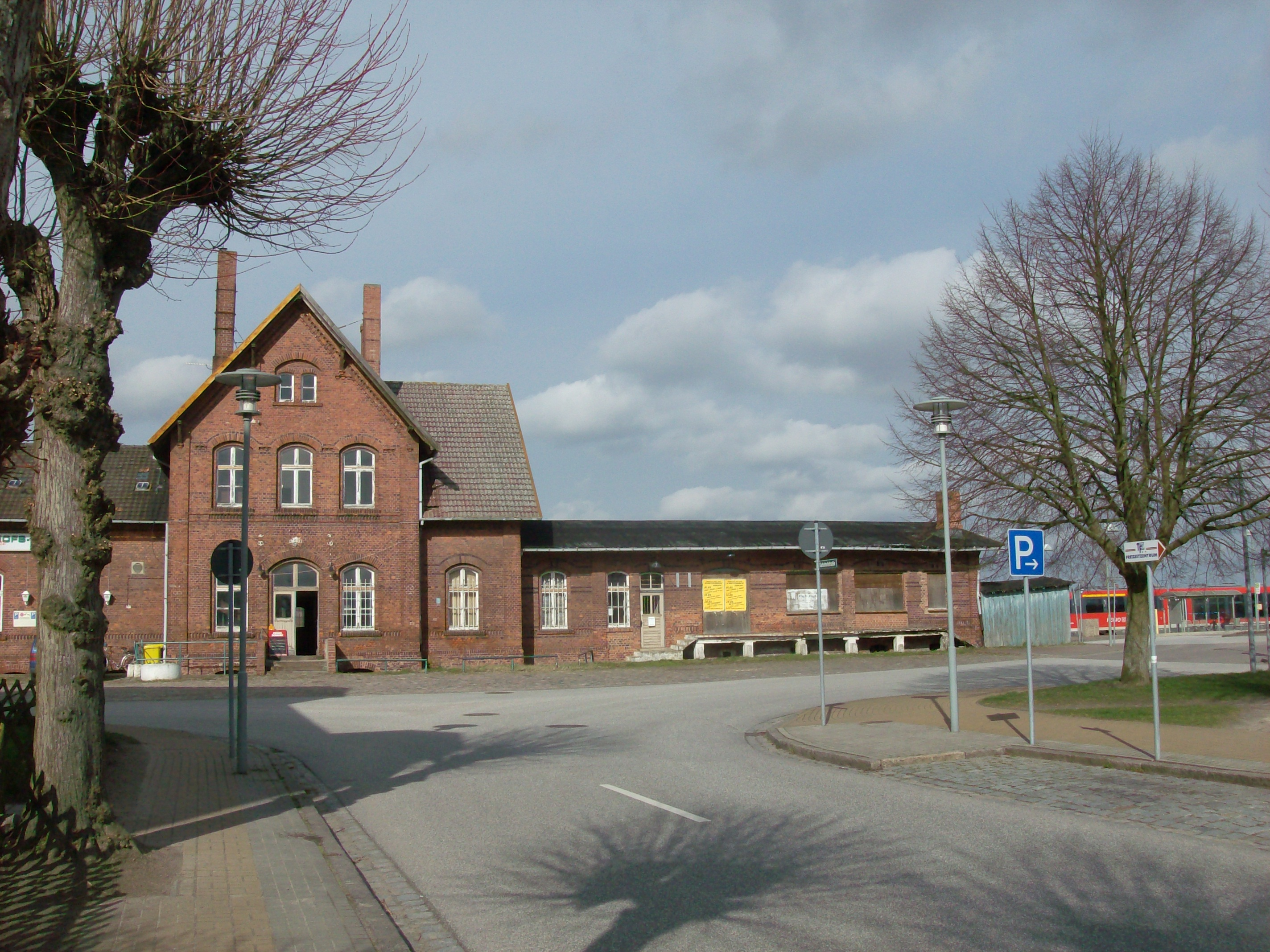
Залізнична станція Тессін
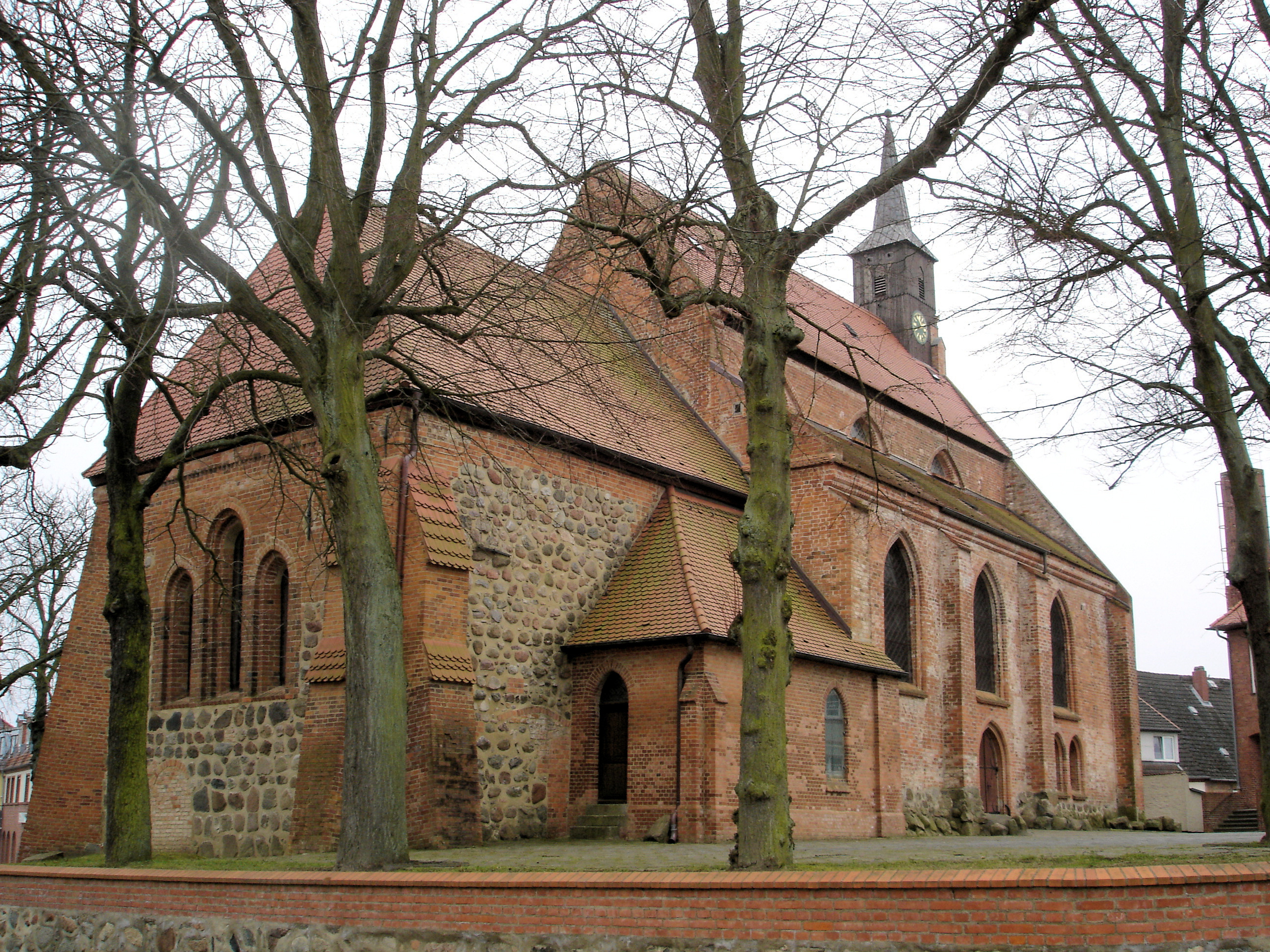
Церква Св. Іоанна, Тессін
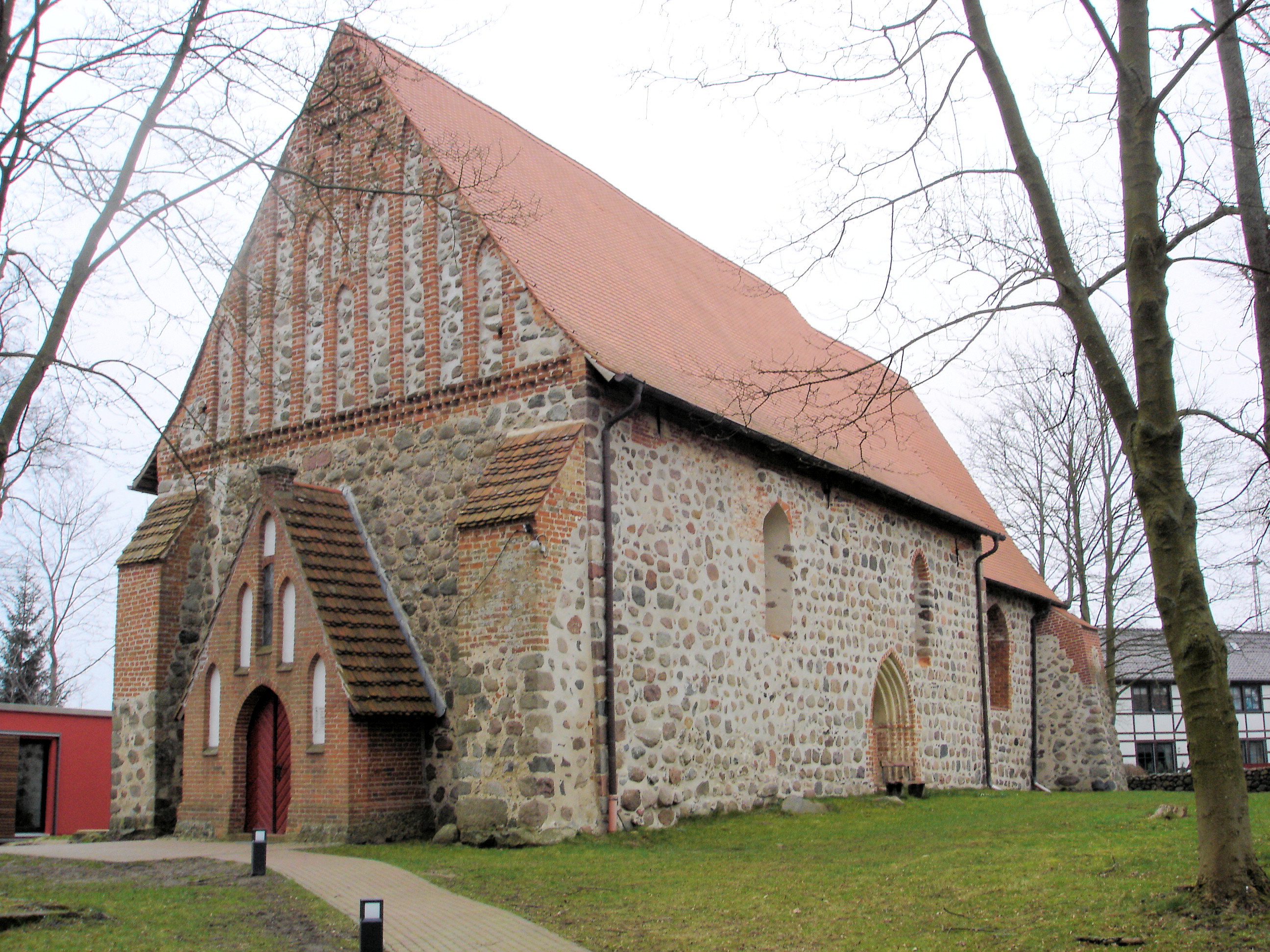
Церква апостола Якова, Вільц